# 遊佐未森
遊佐 未森（ゆさ みもり、1964年2月20日 - ）は、日本の女性シンガーソングライター、作曲家、作詞家。宮城県仙台市出身。
「遊佐」は本名で、東北地方南部や宮城県に多い苗字。山形県には遊佐町がある。「未森」は本人と外間隆史が命名した芸名である。
芸能事務所は、デビュー以来ヴァーゴミュージックに所属していたが、神奈川県横須賀市に「株式会社水音社」を設立した。遊佐と元ピチカート・ファイヴの鴨宮諒が所属する。

## 来歴

### 生い立ち
1964年に仙台市で生まれる。両親は、いつも歌っているような子であった、と語る。
6歳でNHKの『ちびっこのどじまん』に出場し、童謡「たきび」を披露した。7歳頃よりピアノを弾きながら作詞と作曲を始め「自然豊かな場所に住んでいた影響もあり、空や山をテーマにした曲が多かった」と述べる。
子供の頃から音楽好きで、両親の意向で仙台少年少女合唱隊に参加して福井文彦に師事し、テレビ出演や演奏会を経験した。中学生で声楽を習い始め、常盤木学園高等学校音楽科へ進学し、東北地方各地の学校を巡る演奏旅行を経験するなど音楽に恵まれて生活した。声楽家を目指したが、様々な音楽に触れてシンガーソングライターを志す。
高校卒業後、国立音楽大学音楽学部音楽教育学科へ進学し、リトミックを専攻する。同大学を卒業後、音楽事務所へデモテープを送りメジャー・デビューが決まった。

### 1980年代 - 1990年代
1988年4月、アルバム『瞳水晶』でEPIC・ソニーからメジャー・デビュー。プロデューサーは福岡智彦と外間隆史。作詞家として工藤順子を起用し、以降も遊佐の楽曲を多数手がけることとなった。『瞳水晶』では成田忍がサウンドプロデュース、レコーディング・エンジニアの飯尾芳史がミキシングを担当した。
当初はミディからデビューするという話もあった。
同1988年10月には2枚目のアルバム『空耳の丘』を発売。このアルバムから外間隆史が中心となってプロデュースを行うようになる。前作同様に当初はあまり話題にならなかったが、アルバム収録曲「地図をください」が日清カップヌードルのCM曲に採用され一躍注目を浴びる。テレビCMは「シュワルツェネッガー、食べる。」としてアーノルド・シュワルツェネッガーが出演し、肩に乗用車を担いで現れ、青空の下でカップヌードルを食べるシュワルツェネッガーの映像と、BGMとして同曲が流された。CMに曲名や歌手名のクレジットはなかったが、話題を呼んで「CM曲を歌っているのは誰か」と問い合わせが相次ぎ広く知られた。同曲は1989年2月にシングルカットされ、3枚目のシングルとして発売された。
1990年にシングル『夏草の線路』のカップリング曲「真夜中のキリン」が「第一生命ディズニー」のCMに採用される。「夏草の線路」は4枚目のアルバム『HOPE』に収録されている。
初期は遊佐が作詞や作曲した楽曲は少なく、遊佐がメジャーデビュー前から親交の深い元FILMSの外間隆史が共同作業者として楽曲制作に深く関わり、童話やファンタジーをモチーフとした独特の世界観を創り上げた。外間のコンセプトにより、ジャケット写真やステージでは森ガール風の衣装や大きな帽子を身にまとい、ライブアクトでは人形のような振り付けを演じ、初期のアルバムには歌詞カードに外間による短編小説が掲載されるなど、サウンドのみならずビジュアル面も含めたトータルプロデュースを行っていた。福岡智彦は太田裕美の夫であるが、初期のアルバムには太田から楽曲提供された曲もあった。
1991年に「靴跡の花」が田中芳樹原作のアニメ映画『アルスラーン戦記』の主題歌に採用され、オリコンチャート14位にランクインするなど遊佐としては最大のヒット曲となった。「空」が『横山光輝 三国志』のエンディングテーマとして使われた。「靴跡の花」は5枚目のアルバム『モザイク』に収録されたが、このアルバムでは初のセルフプロデュースとなり、外間隆史がプロデュースから外れた。このアルバムと、1993年発表の6枚目のオリジナルアルバム『momoism』から遊佐自身の作詞・作曲による楽曲が増えるが、この時点ではまだ外間隆史も楽曲提供を行っている。
1992年にシングル『東京の空の下』 を発表し、オッペン化粧品CM曲に採用される。カップリング曲「いつも同じ瞳」 が仙台市のクリスロードイメージソングとなった。同年にはセルビデオ映画『東京BOOK』がオリコン第1位となった。
1994年3月発表のミニアルバム『水色』は、アイリッシュミュージックバンドのナイトノイズ (Nightnoise) との共作で、遊佐としては初の海外アーティストとの共演を果たした。このアルバムでは外間隆史が完全に制作から外れた。
1994年に細野晴臣プロデュースのアンビエントユニット「LOVE,PEACE&TRANCE」に甲田益也子、小川美潮と共に参加するなど、それまでとは異なるアーティストとの共同活動の場を広げた。
「花王メリット」のCM曲として、1995年にはシングル「たしかな偶然」、1996年にはシングル「生活のプリン」が採用される。
1997年発表のエピック時代最後のシングル『ロカ』がスズキ・アルトのCMに採用される。同年に東芝EMIへ移籍し、24枚目のシングル『タペストリー』 を発表、カルビー「ア・ラ・ポテト」のCM曲に採用される。
1998年にデビュー10年となり12枚目のアルバム『ECHO』を発表し、収録曲「レモンの木」が『ワイドABCDE〜す』（ABCテレビ）の3月エンディングテーマに採用された。
1999年2月発売の27枚目のシングル曲「ポプラ」 が、同年4月から山崎製パンのCMソングに採用される。2000年発表のシングル「空に咲く花」（通算28枚目）がフジテレビ系『世界ゴッタ煮偉人伝』エンディングテーマに採用される。
1999年から体調を崩し、1年間活動休止して海の近くへ引っ越す。活動復帰後の2000年11月8日に13枚目のアルバム『small is beautiful』をリリース。東京から引っ越していく女性の心境を歌った「サヨナラ東京」 が収録されている。

### 2000年代以降
2002年に、大正から昭和初期の曲をカバーした18枚目のアルバム『檸檬』を発表して初のカバーアルバムとなる。2003年に東京都国立市の依頼により、国立市立国立第八小学校の校歌を制作した。
2005年にヤマハミュージックコミュニケーションズへ移籍、同年12月7日に移籍後初めて、32枚目シングル『クロ』を発売した。同年12月から2006年1月までNHK『みんなのうた』で放送された。アニメーションはおーなり由子が担当。同年に、さとう宗幸、稲垣潤一、中村雅俊、かの香織、山寺宏一、小川もこら、宮城県出身のアーティストと共に「みやぎびっきの会」を結成し、年1回ほど宮城県で合同コンサートを行っていた。
2008年にデビュー20年となりカバーアルバム第2弾『スヰート檸檬』を発表。前作『檸檬』と同様に懐メロをカバーした。同年にはうどんや風一夜薬本舗のイメージモデルとなり、桂米團治襲名披露公演のパンフレットなどに和服姿の写真が掲載された。
2009年6月発売のアルバム『銀河手帖』収録曲「I'm here with you」が、NHK『みんなのうた』(同年6・7月の歌)で放送され、NHK「地球エコ2009」のキャンペーン「SAVE THE FUTURE」でオンエアされた長編アニメーション『川の光』のメインテーマにもなる。
2012年1月、18枚目のアルバム『淡雪』を発表。同アルバム収録曲「いつでも夢を」には檀れいが参加した。2012年3月、NHKの東日本大震災復興支援ソング「花は咲く」リレー歌唱に参加。同年、第79回NHK全国学校音楽コンクール小学校の部課題曲「希望のひかり」の作詞を担当。作曲は大熊崇子が担当した。
2018年にデビュー30年となり3月21日にベストアルバム『PEACHTREE』を発売した。初回限定盤はピアノ演奏を中心とした未発表音源6曲入り特典CDが付属する。
2021年6月23日に20枚目のアルバム『潮騒』をリリースした。初回盤にはアルバム制作後の映像を収めた遊佐初のBlu-ray Discが付属したものもある。

## 人物
歌唱法の特徴とも言えるファルセットにおける独特の緩やかなビブラートと強弱のウェーブは、遊佐自ら「8の字唱法」と解説している。
好きなアーティストとしてケイト・ブッシュ、ジェーン・シベリー (en:Jane Siberry)、スプリット・エンズ (en:Split Enz) などを挙げている。
ライブ活動も積極的に行い、通常のホールコンサートのほか、ひなまつり企画ライブとして2001年からスタートした「cafe mimo〜桃節句茶会〜」は、小編成での自由自在な表現で、毎年ひなまつりの季節に開催している。
通常公演と、1回目から行っている女性専用コンサート「girl's only公演」も続けている。2003年から、毎回日替わりで個性的なゲストも出演する。過去のゲストは、高野寛、西村由紀江、中西俊博、coba、栗原正己、堂島孝平、ゴンザレス三上、ウェイウェイ・ウー、かの香織、藤原道山、佐藤竹善、山口とも、サキタハヂメ、谷山浩子、土岐麻子、北原雅彦（東京スカパラダイスオーケストラ）、桂米團治、稲垣潤一、チェン・ミン、鈴木重子、斉藤由貴、檀れい、山寺宏一、小池光子（ビューティフルハミングバード）、鈴木広志、大口俊輔、木村仁哉、近藤研二、新居昭乃、渡辺シュンスケ（Schroeder-Headz）、杉林恭雄、瀬木貴将、野宮真貴、弓木英梨乃、tico moon、モモンガ・コンプレックスほか。
さらにピアノソロでの「bombonniere」や、秋冬に開催する「ソング・トラベル」など、音楽施設に場所を限らず美術館などでも弾き語りを披露している。

## ディスコグラフィ

### シングル
|      | 発売日         | タイトル                          | 規格               | 規格品番                        | 最高順位 |
| ---- | -------------- | --------------------------------- | ------------------ | ------------------------------- | -------- |
| 1st  | 1988年4月1日   | 瞳水晶                            | 8cmCD              | 10・8H-3020                     |          |
| 1st  | 1988年4月1日   | 瞳水晶                            | EP                 | 07・5H-3020                     |          |
| 2nd  | 1988年9月30日  | 窓を開けた時                      | 8cmCD              | 10・8H-3051                     |          |
| 3rd  | 1989年2月1日   | 地図をください                    | 8cmCD              | 10・8H-3088                     | 41位     |
| 4th  | 1989年5月21日  | 0の丘∞の空                        | 8cmCD              | 10・8H-3102                     | 38位     |
| 5th  | 1989年9月1日   | 暮れてゆく空は                    | 8cmCD              | 10・8H-3139                     | 33位     |
| 6th  | 1989年11月22日 | Silent Bells                      | 8cmCD              | ESDB-3042                       | 42位     |
| 7th  | 1990年3月21日  | 夏草の線路                        | 8cmCD              | ESDB-3078                       | 24位     |
| 8th  | 1990年8月22日  | 野の花                            | 8cmCD              | ESDB-3136                       | 28位     |
| 9th  | 1990年11月1日  | 夢をみた                          | 8cmCD              | ESDB-3164                       | 57位     |
| 10th | 1991年2月21日  | ONE                               | 8cmCD              | ESDB-3184                       | 22位     |
| 11th | 1991年7月18日  | 靴跡の花 〜アルスラーン戦記より〜 | 8cmCD              | ESDB-3225                       | 18位     |
| 12th | 1991年10月10日 | 空                                | 8cmCD              | ESDB-3253                       | 82位     |
| 13th | 1992年5月21日  | GRACE                             | 8cmCD              | ESDB-3300                       | 37位     |
| 14th | 1992年10月21日 | 東京の空の下                      | 8cmCD              | ESDB-3337                       | 45位     |
| 15th | 1993年4月21日  | 一粒の予感                        | 8cmCD              | ESDB-3375                       | 52位     |
| 16th | 1994年3月7日   | 緑の絵                            | 8cmCD              | ESDB-3459                       | 54位     |
| 17th | 1994年5月21日  | 咲くといいな                      | 8cmCD              | ESDB-3488                       | 83位     |
| 18th | 1994年7月21日  | 恋かしら                          | 8cmCD              | ESDB-3507                       | 75位     |
| 19th | 1995年5月21日  | たしかな偶然                      | 8cmCD              | ESDB-3579                       | 88位     |
| 20th | 1995年10月1日  | 野生のチューリップ                | CD                 | ESCB-1674                       | 67位     |
| 21st | 1996年6月21日  | 生活のプリン 〜Life Pudding〜     | 8cmCD              | ESDB-3688                       | 66位     |
| 22nd | 1997年1月22日  | ハモニカ海岸                      | 8cmCD              | ESDB-3740                       | 62位     |
| 23rd | 1997年6月21日  | ロカ                              | 8cmCD              | ESDB-3773                       |          |
| 24th | 1997年10月16日 | タペストリー                      | 8cmCD              | TODT-5056                       | 35位     |
| 25th | 1998年1月16日  | レモンの木                        | 8cmCD              | TODT-5102                       | 80位     |
| 26th | 1998年8月21日  | ボーダーライン                    | 8cmCD              | TODT-5187                       | 55位     |
| 27th | 1999年2月10日  | ポプラ                            | CD                 | TOCT-4136                       | 69位     |
| 28th | 2000年7月12日  | 空に咲く花                        | CD                 | TOCT-22086                      | 58位     |
| 29th | 2000年10月12日 | ココア                            | CD                 | TOCT-22113                      | 48位     |
| 30th | 2001年8月8日   | I'll remember                     | CD                 | TOCT-4316                       | 70位     |
| 31st | 2003年7月30日  | light song                        | CD+DVD             | TOCT-4523                       | 48位     |
| 32nd | 2005年12月7日  | クロ                              | CD                 | YCCW－30005                     | 88位     |
| 33rd | 2009年7月1日   | I'm here with you                 | CD+DVD             | YCCW-30021/B（DVD付初回限定盤） | 105位    |
| 33rd | 2009年7月1日   | I'm here with you                 | CD                 | YCCW-30022（通常盤）            | 105位    |
| 34th | 2012年8月28日  | Theo                              | インターネット配信 | YCCI-10136                      |          |
| 35th | 2015年12月9日  | カリヨン・ダンス                  | CD                 | YCCW-30047                      | 145位    |

### アルバム

#### オリジナル・アルバム
|      | 発売日         | タイトル           | 規格   | 規格品番                                                  | 最高順位 |
| ---- | -------------- | ------------------ | ------ | --------------------------------------------------------- | -------- |
| 1st  | 1988年4月1日   | 瞳水晶             | CD     | 32・8H-5009（廃盤）                                       | 87位     |
| 1st  | 1988年4月1日   | 瞳水晶             | LP     | 28・3H-5009（廃盤）                                       | 87位     |
| 1st  | 1988年4月1日   | 瞳水晶             | CT     | 28・6H-5009（廃盤）                                       | 87位     |
| 1st  | 1991年9月21日  | 瞳水晶             | CD     | ESCB-1215（廃盤）                                         | 87位     |
| 1st  | 2006年12月13日 | 瞳水晶             | CD     | MHCL-884（再発売：リマスタリング）                        | 87位     |
| 2nd  | 1988年10月21日 | 空耳の丘           | CD     | 35・8H-5046（廃盤）                                       | 29位     |
| 2nd  | 1991年9月21日  | 空耳の丘           | CD     | ESCB-1216                                                 | 29位     |
| 2nd  | 2021年9月22日  | 空耳の丘           | CD     | MHCL-2900（再発売：リマスタリング、ボーナストラック追加） | 29位     |
| 3rd  | 1989年9月21日  | ハルモニオデオン   | CD     | 33・8H-5121（廃盤）                                       | 5位      |
| 3rd  | 1989年10月8日  | ハルモニオデオン   | CD     | ESCB-1006（廃盤）                                         | 5位      |
| 3rd  | 2006年12月13日 | ハルモニオデオン   | CD     | MHCL-885（再発売：リマスタリング）                        | 5位      |
| 4th  | 1990年9月21日  | HOPE               | CD     | ESCB-1093（廃盤）                                         | 5位      |
| 4th  | 2006年12月13日 | HOPE               | CD     | MHCL-886（再発売：リマスタリング）                        | 5位      |
| 5th  | 1991年9月21日  | モザイク           | CD     | ESCB-1235（廃盤）                                         | 5位      |
| 5th  | 2006年12月13日 | モザイク           | CD     | MHCL-887（再発売）                                        | 5位      |
| 6th  | 1993年5月21日  | momoism            | CD     | ESCB-1398（廃盤）                                         | 10位     |
| 6th  | 2006年12月13日 | momoism            | CD     | MHCL-888（再発売）                                        | 10位     |
| 7th  | 1994年3月21日  | 水色               | CD     | ESCB-1428                                                 | 9位      |
| 7th  | 2010年7月14日  | 水色               | CD     | MHCL-1770（再発売：リマスタリング）                       | 9位      |
| 8th  | 1994年9月21日  | アルヒハレノヒ     | CD     | ESCB-1522                                                 | 13位     |
| 8th  | 2010年7月14日  | アルヒハレノヒ     | CD     | MHCL-1771（再発売：リマスタリング）                       | 13位     |
| 9th  | 1996年1月21日  | アカシア           | CD     | ESCB-1718                                                 | 14位     |
| 9th  | 2010年7月14日  | アカシア           | CD     | MHCL-1772（再発売：リマスタリング）                       | 14位     |
| 10th | 1997年2月1日   | roka               | CD     | ESCB-1799                                                 | 17位     |
| 10th | 2010年7月14日  | roka               | CD     | MHCL-1773（再発売：リマスタリング）                       | 17位     |
| 11th | 1998年2月11日  | ECHO               | CD     | TOCT-10191                                                | 14位     |
| 12th | 1999年3月10日  | 庭                 | CD     | TOCT-24104                                                | 27位     |
| 13th | 2000年11月8日  | small is beautiful | CD     | TOCT-24458                                                | 29位     |
| 14th | 2001年10月31日 | honoka             | CD     | TOCT-24642                                                | 39位     |
| 15th | 2003年8月20日  | Bougainvillea      | CD     | TOCT-25093                                                | 55位     |
| 16th | 2006年5月10日  | 休暇小屋           | CD+DVD | YCCW-10022/B（DVD付初回限定盤）                           | 39位     |
| 16th | 2006年5月10日  | 休暇小屋           | CD     | YCCW-10023（通常盤）                                      | 39位     |
| 17th | 2009年6月3日   | 銀河手帖           | CD+DVD | YCCW-10098/B（DVD付初回限定盤）                           | 35位     |
| 17th | 2009年6月3日   | 銀河手帖           | CD     | YCCW-10099（通常盤）                                      | 35位     |
| 18th | 2012年1月18日  | 淡雪               | CD     | YCCW-10167                                                | 40位     |
| 19th | 2016年10月5日  | せせらぎ           | CD     | YCCW-10287                                                | 42位     |
| 20th | 2021年6月23日  | 潮騒               | CD+BD  | YCCW-10389                                                | 25位     |

#### ベスト・アルバム
|     | 発売日        | タイトル                                    | 規格       | 規格品番                               | 最高順位 |
| --- | ------------- | ------------------------------------------- | ---------- | -------------------------------------- | -------- |
| 1st | 1992年11月1日 | 桃と耳                                      | CD         | ESCB-1334                              | 11位     |
| 2nd | 1998年3月1日  | mimomemo the memorable songs of mimori yusa | CD         | ESCB-1865                              | 53位     |
| 3rd | 2002年11月7日 | TRAVELOGUE sweet and bitter collection      | CD         | TOCT-24892                             | 74位     |
| 4th | 2010年7月14日 | Do-Re-Mimo the singles collection           | CD         | MHCL-1768-9                            | 92位     |
| 5th | 2013年9月11日 | VIOLETTA THE BEST OF 25 YEARS               | CD         | YCCW-10202-3                           | 43位     |
| 6th | 2018年3月21日 | PEACHTREE                                   | CD＋特典CD | YCCW-10331/B（特典CD付初回限定生産盤） | 43位     |
| 6th | 2018年3月21日 | PEACHTREE                                   | CD         | YCCW-10332（通常盤）                   | 43位     |

#### コンピレーション・アルバム
|     | 発売日         | タイトル              | 規格       | 規格品番   | 最高順位 |
| --- | -------------- | --------------------- | ---------- | ---------- | -------- |
| 1st | 2001年11月21日 | still life            | CD         | ESCL-2282  |          |
| 2nd | 2003年9月10日  | Bougainvillea Reflect | CD/Win/Mac | TOCT-25156 | 113位    |

#### ライブ・アルバム
|     | 発売日         | タイトル                              | 規格   | 規格品番     | 備考                       |
| --- | -------------- | ------------------------------------- | ------ | ------------ | -------------------------- |
| 1st | 2004年6月10日  | BREATH at the show                    | CD     | mmml-0001    | 遊佐未森公式サイト限定販売 |
| 2nd | 2009年11月30日 | mimori yusa concert 2009 / 銀河手帖   | CD+DVD | mmml-002     | 遊佐未森公式サイト限定販売 |
| 3rd | 2019年3月27日  | PEACH LIFE                            | CD+DVD | YCCW-10359/B |                            |
| 4th | 2023年4月26日  | 潮騒UNLIMITED／LIVE IN TOKYO 20221103 | CD+BD  | YCCW‐10415/B |                            |

#### カバー・アルバム
|     | 発売日        | タイトル     | 規格 | 規格品番   | 最高順位 |
| --- | ------------- | ------------ | ---- | ---------- | -------- |
| 1st | 2002年7月10日 | 檸檬         | CD   | TOCT-24813 | 44位     |
| 2nd | 2008年1月23日 | スヰート檸檬 | CD   | YCCW-10042 | 82位     |

### 映像作品
|                             | 発売日         | タイトル                                                          | 規格 | 規格品番    |
| --------------------------- | -------------- | ----------------------------------------------------------------- | ---- | ----------- |
| ミュージック・ビデオ        | 1990年2月21日  | Forest Notes -concert with trees-                                 | VHS  | ESVU-211    |
| ミュージック・ビデオ        | 1990年2月21日  | Forest Notes -concert with trees-                                 | LD   | ESLU-281    |
| ミュージック・ビデオ        | 2008年10月22日 | Forest Notes -concert with trees-                                 | DVD  | MHBL-107    |
| ミュージック・ビデオ        | 1991年2月21日  | picture HOPE -Holiday Of Planet Earth-                            | VHS  | ESVU-304    |
| ミュージック・ビデオ        | 1991年2月21日  | picture HOPE -Holiday Of Planet Earth-                            | LD   | ESLU-304    |
| ミュージック・ビデオ        | 2008年10月22日 | picture HOPE -Holiday Of Planet Earth-                            | DVD  | MHBL-108    |
| ミュージック・ビデオ        | 1992年5月21日  | Rondo Piccolo -scenes from Language of Flowers-                   | VHS  | ESVU-353    |
| ミュージック・ビデオ        | 1992年5月21日  | Rondo Piccolo -scenes from Language of Flowers-                   | LD   | ESLU-353    |
| ミュージック・ビデオ        | 2008年10月22日 | Rondo Piccolo -scenes from Language of Flowers-                   | DVD  | MHBL-109    |
| ライブ・ビデオ              | 1995年2月22日  | ALOHA MIMORITA LIVE SHOW at BUDOKAN Nov.10.1994                   | VHS  | ESVU-426    |
| ライブ・ビデオ              | 1995年2月22日  | ALOHA MIMORITA LIVE SHOW at BUDOKAN Nov.10.1994                   | LD   | ESLU-426    |
| ライブ・ビデオ              | 2008年10月22日 | ALOHA MIMORITA LIVE SHOW at BUDOKAN Nov.10.1994                   | DVD  | MHBL-111    |
| ライブ・ビデオ              | 2006年4月28日  | mimori yusa piano solo bonbonniere                                | DVD  | HMBH-1020   |
| ライブ・ビデオ              | 2007年11月7日  | ササノハ オトノハ 〜七夕夢一夜〜                                  | DVD  | YCBW－10012 |
| ライブ・ビデオ              | 2014年6月25日  | mimo-real songs デビュー25周年記念コンサート“ミモリアル ソングス” | DVD  | YCBW－10042 |
| ライブ/ミュージック・ビデオ | 2001年11月16日 | clematis                                                          | VHS  | TOVF-1376   |
| ライブ/ミュージック・ビデオ | 2001年11月16日 | clematis                                                          | DVD  | TOBF-5099   |
| 短編映画                    | 1992年11月1日  | 東京BOOK                                                          | VHS  | ESVU-369    |
| 短編映画                    | 1992年11月1日  | 東京BOOK                                                          | LD   | ESLU-369    |
| 短編映画                    | 2008年10月22日 | 東京BOOK                                                          | DVD  | MHBL-110    |

### 参加作品
|   | 発売日        | タイトル | 規格   | 規格品番                   | 最高順位 |
| - | ------------- | -------- | ------ | -------------------------- | -------- |
| - | 2012年5月23日 | 花は咲く | CD+DVD | VTZL-43（DVD付初回限定盤） | 11位     |
| - | 2012年5月23日 | 花は咲く | CD     | VTCL-35132（通常盤）       | 11位     |

## 書籍

### エッセイ
- 『ひなたVOX』音楽之友社、1991年1月、ISBN 978-4276237124
- 『ひなたVOX』角川書店、1993年4月、ISBN 978-4041875018

### ムック
- 『空耳見聞録-遊佐未森のいる風景』河出書房新社、1991年11月、ISBN 978-4309007335
- 『遊佐未森 モザイクな日々- 1988‐1992GB MEMORIES』CBS・ソニー出版、1992年4月、ISBN 978-4789707565
- 『遊佐未森』エクシード・プレス〈Exceed press pop culture series : Music〉、1999年10月、ISBN 978-4893697486
- 『mimorama』日興企画、2013年11月、ISBN 978-4888776684

### 写真集
- 『Tanabata Mimori Yusa Live Photo Book 1988-2003』ヴァーゴミュージック、2003年

### 楽譜
- 『遊佐未森 BISCUIT PIECES』リットーミュージック、1990年3月、ISBN 978-4845690480
- 『遊佐未森 PIANO&VOCAL ベストセレクション』東京音楽書院、1990年12月、ISBN 978-4811493688
- 『遊佐未森 best』東京音楽書院、1991年10月、ISBN 978-4811494791
- 『遊佐未森 Hope』リットーミュージック、1992年10月、ISBN 978-4845651498
- 『ピアノ弾き語り 遊佐未森 BEST COLLECTION』東京音楽書院、1993年6月、ISBN 978-4811497396
- 『遊佐未森／ベスト・ソングス : 最新曲を含む遊佐未森のベスト曲を楽しいピアノ弾き語りで』ドレミ楽譜出版社、1993年7月、ISBN 4810811794
- 『遊佐未森 モザイク』リットーミュージック、1993年3月、ISBN 978-4845651573
- 『POP 遊佐未森』ドレミ楽譜出版社〈PLAY ON THE PIANO〉、1998年12月、ISBN 978-4810811797

## タイアップ
| 起用年 | 楽曲                              | タイアップ                                                      |
| ------ | --------------------------------- | --------------------------------------------------------------- |
| 1987年 | キャッチボール                    | 日本生命「Just＆Big you」CMソング                               |
| 1988年 | 水夢                              | 三越「贈るって、ハートワーク」CMソング                          |
| 1989年 | 地図をください                    | 日清食品「日清カップヌードル」CMソング                          |
| 1990年 | 真夜中のキリン                    | 第一生命CMソング                                                |
| 1991年 | 靴跡の花 〜アルスラーン戦記より〜 | 松竹系アニメ映画『アルスラーン戦記』主題歌                      |
| 1991年 | 空                                | テレビ東京系アニメ『横山光輝 三国志』エンディングテーマ         |
| 1992年 | GRACE                             | フジテレビ系『モーニングLIVE』エンディングテーマ                |
| 1992年 | 東京の空の下                      | オッペン化粧品「セルデュア」CMソング                            |
| 1992年 | いつも同じ瞳                      | クリスロード商店街テーマソング                                  |
| 1993年 | 窓を開けた時                      | エフエム仙台『とび出せ高校生諸君!』主題歌                       |
| 1994年 | 風が走る道                        | テレビ東京系『情報!ソースが決め手』エンディングテーマ           |
| 1996年 | 咲くといいな                      | 箱根彫刻の森美術館CMソング                                      |
| 1996年 | 生活のプリン*Life Pudding*        | 花王「花王メリット」CMソング                                    |
| 1997年 | ロカ                              | スズキ「スズキ・アルト」CMソング                                |
| 1998年 | ミラクル                          | ユニー「あ、これいいね」暮らし篇CMソング                        |
| 1998年 | タペストリー                      | カルビー「ア・ラ・ポテト」CMソング                              |
| 1999年 | ポプラ                            | 山崎製パン「サンロイヤルブレッド」CMソング                      |
| 2000年 | 空に咲く花                        | フジテレビ系『世界ゴッタ煮偉人伝』エンディングテーマ            |
| 2001年 | leaf                              | NTTドコモ九州・沖縄企業CM 蝶篇CMソング（ - 2002年まで）         |
| 2001年 | たしかな偶然                      | フジテレビ系『ストレイシープ』オープニングテーマ                |
| 2005年 | クロ                              | NHK『みんなのうた』2005年12月、2006年1月、2006年6月 - 7月放送曲 |
| 2009年 | I'm here with you                 | NHK『みんなのうた』2009年6月 - 7月放送曲                        |
| 2009年 | I'm here with you                 | NHKアニメ『川の光』主題歌                                       |
| 2009年 | shine!                            | 名鉄タクシーCMソング                                            |
| 2009年 | 瞳水晶                            | ワコール「ウイング」CMソング                                    |
| 2009年 | 川                                | ヘキストジャパンCMソング                                        |
| 2009年 | 海のように青い                    | TBS系『ぐるっと6000キロ東アジア幸せ航路』主題歌                 |
| 2009年 | 猫になったり                      | 花王「花王メリット」CMソング                                    |
| 2009年 | ラララ                            | 名鉄百貨店 フレッシュオープンガーデニング篇CMソング             |
| 2009年 | ココア                            | 日本テレビ系『THE・サンデー』エンディングテーマ                 |
| 2009年 | ネクター                          | BS日テレ系『幻想美術館』エンディングテーマ                      |
| 2009年 | コハク                            | NHKラジオ第1放送『わたしの戦後60年』挿入曲                      |
| 2015年 | カリヨン・ダンス                  | NHK『みんなのうた』2015年12月 - 2016年1月放送曲                 |
| 2016年 | 風の庭                            | テレビ朝日『じゅん散歩』2016年12月 - 2017年1月放送曲            |

## メディア出演

### ラジオ
| 番組名                                     | 放送局           | 期間                             |
| ------------------------------------------ | ---------------- | -------------------------------- |
| 遊佐未森のひなたVOX                        | 三重エフエム放送 | 1988年4月3日 - 1989年3月         |
| 遊佐未森のひなたVOX                        | NHK-FM放送       | 1992年2月17日 - 2月21日（全5回） |
| ミモリ・カンパニー〜風の停留所(プラッツ)〜 | JFN系列          |                                  |
| レモンのはなし                             | エフエム石川     |                                  |
| ハーブガーデン                             | JFN系列          |                                  |
| ホノカテラピー                             | FMヨコハマ       | 2001年10月1日 - 2002年12月27日   |
| GINGA RADIO                                | エフエム京都     | 2010年10月6日 - 2012年3月31日    |
| 遊佐未森の“銀河ラジオ”                     | エフエム仙台     | 2016年10月3日 - 2017年4月24日    |

### CM
- カゴメ - CMナレーション
- グリコ「カプリソーネ」
- アイレディース化粧品
- 日本デルモンテ トマトケチャップ
- カルピス「AIR」
- 宝徳稲荷大社
- ミツカン - 「野菜を漬けよう 初夏篇」CMナレーション
- 明治乳業 - 「旬のフルーツゼリー」CMナレーション
- うどんや風一夜薬本舗（2008年 - ） - イメージキャラクター

## 楽曲提供
| 提供                                              | 楽曲                   | 作詞                 | 作曲       | 備考                                                                           |
| ------------------------------------------------- | ---------------------- | -------------------- | ---------- | ------------------------------------------------------------------------------ |
| 斉藤由貴                                          | 遠出したいな           | 斉藤由貴             | 遊佐未森   |                                                                                |
| 斉藤由貴                                          | Dearest                | 斉藤由貴             | 遊佐未森   |                                                                                |
| 吉田仁美                                          | シルバニアファミリー   | 工藤順子             | 遊佐未森   |                                                                                |
| 丹下桜                                            | マリン                 | 遊佐未森             | 遊佐未森   |                                                                                |
| 松宮麻衣子                                        | 風の唄                 | 工藤順子、松宮麻衣子 | 遊佐未森   |                                                                                |
| 天才てれびくんシリーズ （ミュージックてれびくん） | 君の声がする           | 遊佐未森             | 遊佐未森   | 歌・饗場詩野。遊佐本人がミュージック映像に出演もしている。                     |
| 天才てれびくんシリーズ （ミュージックてれびくん） | Angel Snow             | 遊佐未森             | 遊佐未森   | 歌・中田あすみ。遊佐本人がミュージック映像に出演もしている。                   |
| 天才てれびくんシリーズ （ミュージックてれびくん） | あこがれ               | 遊佐未森             | 遊佐未森   | 歌・村上東奈。Acoustic Versionのミュージック映像には、遊佐本人も出演している。 |
| 天才てれびくんシリーズ （ミュージックてれびくん） | 水玉                   | 遊佐未森             | 遊佐未森   | 歌・ホワイト・クローバー（村田ちひろ、岩井七世）                               |
| 天才てれびくんシリーズ （ミュージックてれびくん） | クレマチス             | 遊佐未森             | 遊佐未森   | 歌・山川恵里佳 コーラス・俵小百合、俵有希子                                    |
| 天才てれびくんシリーズ （ミュージックてれびくん） | 君のとなりで           | 遊佐未森             | 西村由紀江 | 歌・中村有沙、飯田里穂                                                         |
| 天才てれびくんシリーズ （ミュージックてれびくん） | カラフル!              | 遊佐未森             | 鴨宮諒     | 歌・鎮西寿々歌                                                                 |
| 天才てれびくんシリーズ （ミュージックてれびくん） | 風の自転車             | 遊佐未森             | 遊佐未森   | 歌・浅賀玲音                                                                   |
| いないいないばあっ!                               | 雪んこワルツ           | 遊佐未森             | 遊佐未森   | 歌・斎藤りな                                                                   |
| おかあさんといっしょ                              | おうちにかえろう       | おーなり由子         | 遊佐未森   | 歌・横山だいすけ、三谷たくみ                                                   |
| おかあさんといっしょ                              | なんでもあらいぐま     | 遊佐未森             | 遊佐未森   | 歌・横山だいすけ、三谷たくみ                                                   |
| おかあさんといっしょ                              | なないろのしゃぼんだま | 遊佐未森             | 遊佐未森   | 歌・花田ゆういちろう、小野あつこ                                               |
| おかあさんといっしょ                              | きみといっしょにいると | 遊佐未森             | 遊佐未森   | 歌・花田ゆういちろう、小野あつこ                                               |
| しゃべるねこ、しおちゃん                          | クロ                   | 遊佐未森             | 遊佐未森   | 2010年10月発売のDVD作品                                                        |
| しゃべるねこ、しおちゃん「ともだち」              | Theo                   | 遊佐未森             | 遊佐未森   | 2012年8月発売のDVD作品。書き下ろし曲。iTunes Music Storeなどで配信             |

## 関連する人物
- 福岡知彦 - プロデューサー、太田裕美の夫。
- 外間隆史 - 楽曲提供、初期の世界観を確立した共同作業者。
- 工藤順子 - 作詞家、楽曲提供。
- 成田忍 - 楽曲提供、アレンジ、サウンドプロデュースを担当。
- 太田裕美 - 楽曲提供、福岡智彦の妻。
- 小川美潮
- 中原信雄
- 古賀森男
- 大村憲司
- Watusi
- 阿部尚徳 - リミックスを担当、ライブにも出演。
- 寺田創一
- 高野寛
- 細野晴臣
- 斉藤由貴 - 遊佐が楽曲提供している。
- かの香織 - 大学の同窓生で共同作業も行う。
- 植田正治 - アルバムジャケットの写真を撮影。
- 舟越桂 - 親交のあった彫刻家。2024年に亡くなった際には追悼として「君のてのひらから」を歌っている。
- 檀れい
- 松井咲子（AKB48）- 遊佐のファンであることをブログで公言している[32]。
- サンドウィッチマン - 富澤たけしは仙台市立南光台小学校の後輩、伊達みきおは仙台市立八乙女中学校の後輩、伊達の妻の熊谷麻衣子は常盤木学園高等学校、国立音楽大学の後輩。